# Maria Ștefan-Mihoreanu
Maria Ștefan-Mihoreanu (născută Cosma, n. 16 februarie 1954, Jurilovca, Tulcea, România) este o fostă caiacistă română, laureată cu aur la Los Angeles 1984.

## Carieră
Sportiva s-a apucat de kaiac-canoe la Danubiu Tulcea, apoi a activat la Dinamo București. A participat de trei ori la Jocurile Olimpice. La ediție din 1976 s-a clasat pe locul 6. În 1980, la Moscova, a obținut locul 5 și la Jocurile Olimpice din 1984 de Los Angeles a cucerit medalia de aur la K4 – 500 m împreună cu Agafia Constantin, Nastasia Ionescu și Tecla Marinescu.
În plus ea a câștigat medalia de argint la Campionatul Mondial din 1977 la K1 – 500 m la care se adaugă si medaliile de bronz la Mondialele din 1973, 1974, 1978, 1981 si 1983.
În 2004 a fost decorată cu Ordinul „Meritul Sportiv” clasa I.

Echipajul de caiac K4 la Los Angeles

## Distincții
- Medalia „Meritul Sportiv” clasa I (15 aprilie 1981) „pentru rezultatele deosebite obținute la Jocurile olimpice de vară de la Moscova — 1980, precum și pentru contribuția adusă la dezvoltarea activității sportive și la creșterea prestigiului sportului românesc pe plan internațional”[6]